# Strumigenys macgowni
Strumigenys macgowni (лат.) — вид мелких земляных муравьёв из подсемейства Myrmicinae. Эндемик США. Назван в честь натуралиста, мирмеколога-самоучки и художника Joseph A. MacGown, который сыграл важную роль в оказании помощи мирмекологам юго-востока США в выявлении муравьёв, получении информации о естественной истории и начале их научной карьеры (включая автора описания вида).

## Распространение и экология
Северная Америка: США (Луизиана, Техас).

## Описание
Мелкие скрытные муравьи (длина около 2 мм) с сердцевидной головой, расширенной кзади. Щетинки на краях наличника широкие лопатчатые и изогнутые, а в его середине короткие, загнутые назад. Проподеум c короткими зубцами. Длина головы рабочего (HL) 0,495 мм, ширина головы (HW) 0,345 мм, мандибулярный индекс (MI) 21, длина скапуса SL 0,259 мм. Основная окраска желтовато-коричневая. Мандибулы субтреугольные вытянутые (с несколькими зубцами). Глаза расположены внутри усиковых желобков-бороздок, вентро-латеральные. Нижнечелюстные щупики 1-члениковые, нижнегубные щупики состоят из 1 сегмента (формула 1,1). Стебелёк между грудкой и брюшком состоит из двух члеников: петиолюса и постпетиолюса (последний четко отделен от брюшка), жало развито, куколки голые (без кокона). Специализированные охотники на коллембол. Вид был впервые описан в 2021 году американским мирмекологом Douglas B. Booher по типовому материалу, собранному в США. Принадлежность таксона к какой-либо видовой группе не определена. Strumigenys macgowni морфологически наиболее сходен с представителями группы Strumigenys talpa, но отличается от всех других её членов формой и ориентацией щетинок на боковых краях и тыльной стороне наличника. У S. macgowni все щетинки, окаймляющие латеральный и передний края клипеуса, узко-лопатчатые и направлены вперед или к средней линии, на дорзуме клипеуса — короткие простые щетинки, которые резко изгибаются над их основанием и направлены апикально к голове. Strumigenys, не принадлежащие к группе S. talpa с похожими зубными рядами, а также имеющие направленные назад щетинки на дорзуме клипеуса, отличаются наличием щетинок, окаймляющих клипеальную границу, направленных от средней линии или мандибул (S. wrayi, S. reflexa, S. cloydi, S. ornata, S. dietrichi, S. boltoni и S. apalachicolensis).